# Xaver Scharwenka

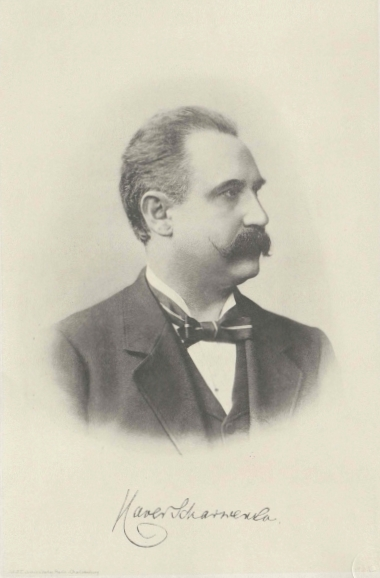
Xaver Scharwenka

Theophil Franz Xaver Scharwenka (geboren 6. Januar 1850 in Samter bei Posen; gestorben 8. Dezember 1924 in Berlin) war ein deutscher Komponist, Pianist und Musikpädagoge polnisch-tschechischer Herkunft.
Er ist der Bruder des Komponisten und Musikpädagogen Philipp Scharwenka sowie Onkel des Komponisten und Organisten Walter Scharwenka.

## Leben

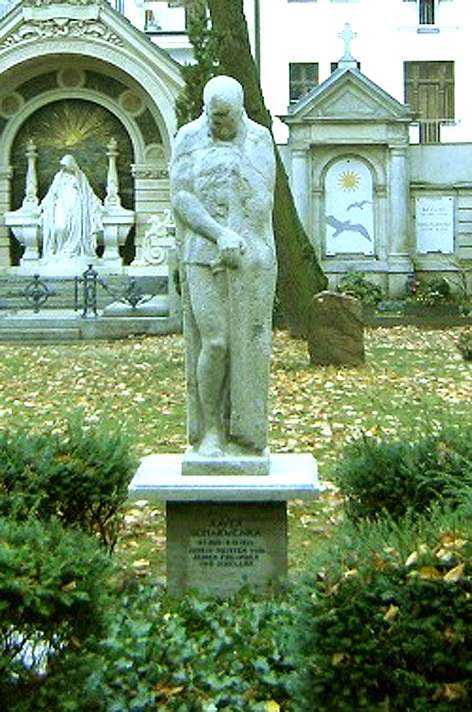
Grab Scharwenkas

Scharwenka erhielt seine ersten musikalischen Unterweisungen in Posen, wo er auch das Gymnasium absolvierte. 1865 kam er nach Berlin, um an der Neuen Akademie der Tonkunst Klavier bei Theodor Kullak, Theorie und Komposition bei Richard Wüerst und Heinrich Dorn zu studieren. Nach Abschluss der Ausbildung arbeitete er dort von 1868 bis 1874 als Klavierlehrer. Mit einem dreifachen Debüt 1869 an der Sing-Akademie zu Berlin begann seine Karriere als Pianist, Dirigent und Komponist. Der Verlag Breitkopf & Härtel druckte auf Anhieb Scharwenkas Klaviertrio op. 1, seine Violinsonate op. 2 sowie 5 Polnische Tänze op. 3 für Klavier. 1877 entstand mit dem Klavierkonzert Nr. 1 op. 32 eines seiner bedeutendsten und meistbeachteten Werke, welches ihm den Weg in die musikalischen Zentren Europas und Nordamerikas ebnete. Dieses Konzert ist Franz Liszt gewidmet, der Scharwenka schon seit dem Erscheinen des 1. Polnischen Tanzes 1870 förderte. Auch mit Johannes Brahms, Ferdinand Hiller und Hugo Kaun pflegte Scharwenka freundschaftliche Kontakte. Mit Gustav Hollaender (Violine) und Heinrich Grünfeld (Cello) bildete er ein Klaviertrio und gestaltete 1871 bis 1881 Kammermusikabende in der Berliner Singakademie.

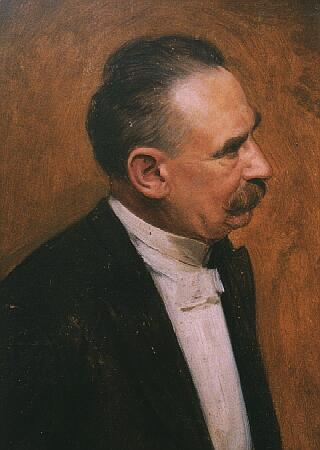
Porträt von Anton von Werner

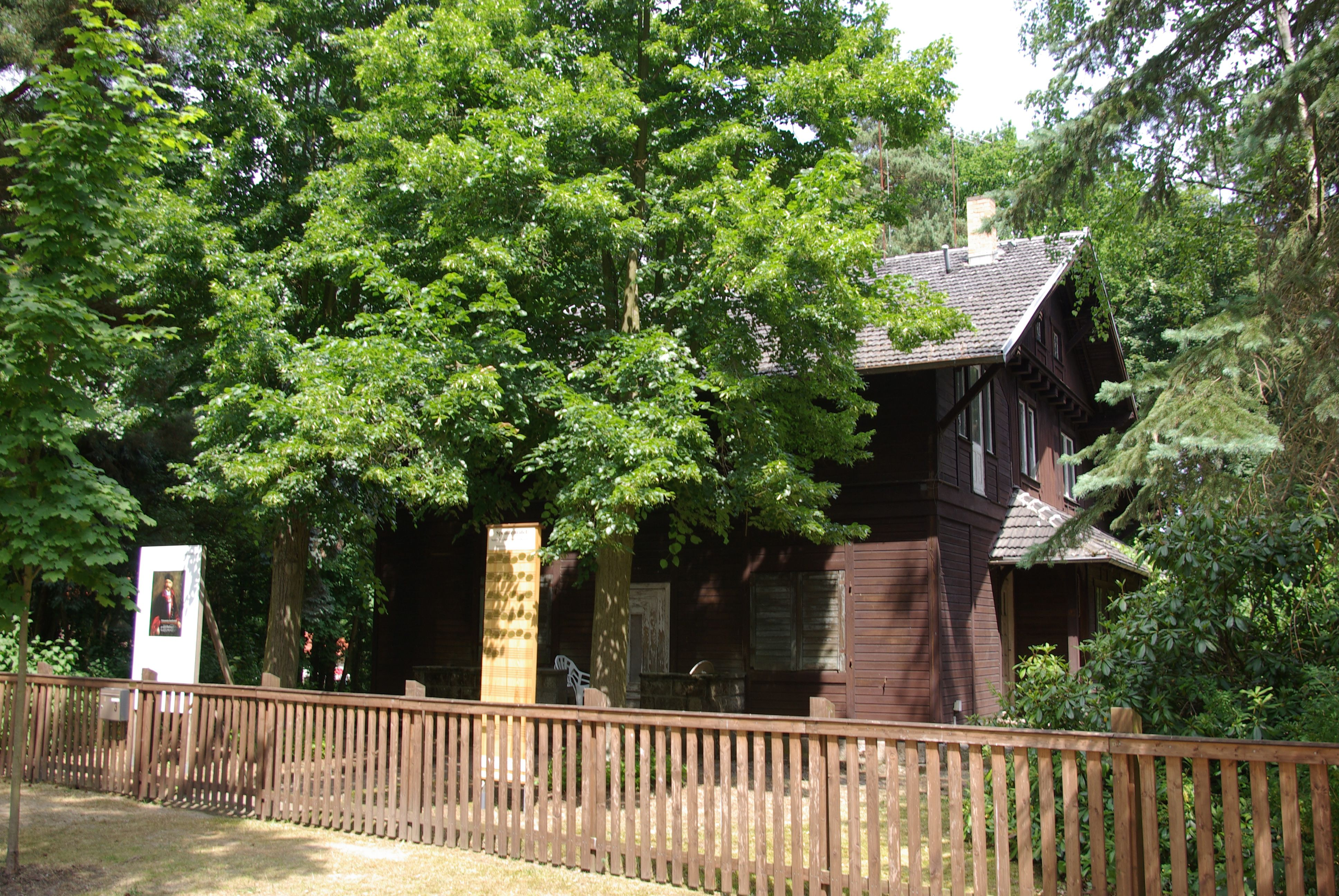
Scharwenka-Haus in Bad Saarow

In Berlin eröffnete er 1879 die kammermusikalisch ausgerichteten „Abonnementskonzerte“ sowie 1886 eine Orchesterkonzertreihe, in der er sich als Dirigent profilierte. Gemeinsam mit seinem Bruder Philipp Scharwenka gründete er 1881 das Scharwenka-Konservatorium, das 1893 mit der Klavierschule von Karl Klindworth zum Klindworth-Scharwenka-Konservatorium zusammengelegt wurde. Zwischen 1880 und 1886 edierte er das Gesamtwerk Chopins und Schumanns, später auch Mendelssohns. Neben seiner Ernennung zum Hofpianisten wandte er sich auch verstärkt der Komposition zu.
Ab 1891 siedelte Scharwenka für sieben Jahre nach New York über und gründete dort sein zweites Konservatorium, das Scharwenka Conservatory of Music. Nach zahlreichen Konzert-Tourneen durch die USA kehrte er 1898 nach Deutschland zurück und wurde 1901 in den Senat der Königlich Preußischen Akademie der Künste Berlin berufen. Er befreundete sich mit Max Bruch, konzertierte mit Ferruccio Busoni und führte seine Klavierkonzerte unter Gustav Mahler und Arthur Nikisch auf. Am 7. März 1905 nahm er 14 Klavierstücke für das Reproduktionsklavier Welte-Mignon auf, darunter zwei eigene Kompositionen.
1914 eröffnete er mit Walter Petzet eine weitere Meisterschule mit Klavierlehrerseminar. Zu seinen Schülern gehörten José Vianna da Motta, Kurt Schubert und Gustav Ernest. Mit zahlreichen höfischen Auszeichnungen sowie der Ehrendoktorwürde der Universität Tennessee (1896) bedacht, trat er ferner musikpolitisch als Vorsitzender des Musikpädagogischen Verbands und des Verbandes konzertierender Künstler Deutschlands in Erscheinung.
1910/12 ließ er sich in Bad Saarow eine Villa in Holz-Rahmen-Bauweise als Sommerhaus (seine „Musenhütte“) bauen, die seit 2005 als Scharwenka-Haus unter Denkmalschutz steht und anschließend von der Scharwenka-Stiftung und dem Förderverein Kurort Bad Saarow schrittweise saniert und restauriert wurde.
Seine letzte Ruhe fand er in einem Familiengrab in Abt. P-004-008/009 auf dem Alten St-Matthäus-Friedhof im Berliner Bezirk Tempelhof-Schöneberg. Seit 2014 ist es laut Senatsbeschluss nicht mehr „Ehrengrab Land Berlin“. Es wurde danach vom Förderverein EFEU e. V. restauriert und gereinigt – auch mit Spenden der Scharwenka Stiftung.

## Bedeutung
Seine vielfältigen Begabungen machten Scharwenka zu einer der erfolgreichsten Künstlerpersönlichkeiten des ausgehenden 19. Jahrhunderts. Schon zu Lebzeiten war er einer der berühmtesten Klaviervirtuosen der Welt. Eduard Hanslick bezeichnete ihn in Concerte, Componisten und Virtuosen der letzten fünfzehn Jahre, 1870–1885 (Berlin 1886) als „ganz ausgezeichneten Pianist, blendend ohne Scharlatanerie“. Weltweites Ansehen erlangte er auch durch seine außerordentlichen pädagogischen Fähigkeiten. Während seiner Lehrtätigkeit bildete er tausende Schüler aus den verschiedensten Ländern aus und verfasste einige bedeutende musikpädagogische Schriften. Seinen Ruhm als Komponist begründete Scharwenka mit den Polnischen Nationaltänzen op. 3; seine Sinfonie c-Moll sowie die Oper Mataswintha erreichten dagegen nur Achtungserfolge. Scharwenkas weiteres kompositorisches Schaffen umfasst Klavierkonzerte, Klaviertrios und Klavierquartette, Sonaten und Tänze, ging jedoch über die konservative Mendelssohn-Schumann-Nachfolge nicht hinaus.

## Werke (Auswahl)

### Vokalmusik
- Shuvoh für Bass, gemischten Chor und Orgel (1890er Jahre) OCLC 78071573
- Kaiserkantate für gemischten Chor, Solo und Orgel (1900)
- 4 Lieder für Mezzosopran und Klavier op. 10 (1873)
- 3 Lieder für Mezzosopran und Klavier op. 15 (1874)
- 8 Gesänge für mittlere Stimme und Klavier op. 88 (1915)
- 2 Gesänge für Männerchor, op. 79 (1895)

### Bühnenwerke
- Mataswintha (Text: Felix Dahn), Oper in 3 Akten, (1888–1892; UA 1896 Weimar) OCLC 611164945
- Der Schultheiß von Paris (Text: Lope de Vega), komische Oper, Fragment (1897–1898)

### Instrumentalmusik
- Orchesterwerke und Konzerte
  - Ouvertüre c-Moll (1869)
  - Sinfonie Es-Dur (um 1875), verschollen
  - 1. Klavierkonzert b-moll op. 32 (1869–1877)
  - 2. Klavierkonzert c-Moll op. 56 (1879–1881) OCLC 165376388
  - Sinfonie c-Moll op. 60 (1882, Ersteinspielung 2003[4][5]) OCLC 916190572
  - 3. Klavierkonzert cis-Moll op. 80 (1898/99)
  - 4. Klavierkonzert f-Moll op. 82 (1907/08)

- Kammermusik
  - Klaviertrio Fis-Dur op. 1 (1868) OCLC 1114033815
  - Sonate d-Moll für Klavier und Violine op. 2 (1869) OCLC 165376429
  - Streichquartett g-Moll (vor 1875)
  - Klavierquartett F-Dur op. 37 (1876/1877)
  - 2. Klaviertrio a-Moll op. 45 (1877–1879) OCLC 632971744
  - Sonate für Klavier und Violoncello e-Moll op. 46 (1877) OCLC 165376425
  - Serenade G-Dur für Klavier und Violine op. 70

- Klaviermusik
  - Fünf Polnische Nationaltänze op. 3 (1870) OCLC 165698508
  - Scherzo G-Dur op. 4
  - Erzählungen am Klavier op. 5
  - 1. Sonate cis-Moll op. 6 (1871) OCLC 986542712
  - Große Polonaise op. 7 OCLC 174182881
  - Ballade op. 8 OCLC 165376373 (Digitalisat beim Münchener Digitalisierungszentrum der Bayerischen Staatsbibliothek)
  - Polnische Nationaltänze op. 9 (1872) OCLC 986542304
  - Tarantelle für Pianoforte op. 11 OCLC 986542716
  - Grande Valse brillante op. 13 (1870) OCLC 989885057
  - Barcarole D-Dur op. 14 (1874)
  - Impromptu D-Dur op. 17
  - Scherzo con due intermezzi op. 19 (1875) OCLC 986542639
  - Drei Klavierstücke op. 20
  - Nordisches für Klavierduett op. 21 OCLC 223567221
  - Drei Stücke für das Pianoforte op. 22 OCLC 500715892
  - Wanderbilder, zwei Stücke für das Pianoforte op. 23 OCLC 642798566
  - Aus alter und neuer Zeit, vier Tänze für das Pianoforte op. 24 (1875) OCLC 174412946
  - Sechs Etüden und Präludien für das Pianoforte op. 27 OCLC 1341200377
  - Sechs Walzer für das Pianoforte op. 28 OCLC 165376452
  - Zwei polnische Tänze für das Pianoforte op. 29 OCLC 80724459
  - Valse impromptu op. 30 (1875) OCLC 1002965586
  - Valse-Caprice A-Dur op. 31 (1875/76)
  - Romanzero op. 33 (1876) OCLC 986542605
  - Valse caprice op. 35 (1877) OCLC 844367224
  - 2. Sonate Es-Dur op. 36 (1876/77)
  - Im Freien, fünf Tonbilder für Pianoforte op. 38 (1877) OCLC 844367189 I Moderato grazioso II Andante cantabile III Allegretto IV Andante V All'ongarese
  - Bilder aus dem Süden für Klavierduett op. 39 OCLC 844367188
  - Suite de danses für Klavier zu vier Händen op. 41 OCLC 70242612
  - Polonaise für Klavier op. 42 OCLC 472777150
  - Walzer für Klavier zu vier Händen op. 44 OCLC 165376455
  - Vier polnische Tänze op. 47 OCLC 496759273
  - Thema und Variationen op. 48 (1879) OCLC 1039261321
  - Zwei Menuette op. 49 OCLC 873357347
  - Phantasiestücke für das Pianoforte op. 50 OCLC 642798563
  - Polonaise op. 51 OCLC 174183317
  - Zwei Sonatinen op. 52 OCLC 497628098
  - Variationen über ein Thema von C. H. op. 57 OCLC 1284560480
  - Vier polnische Nationaltänze op. 58 (1879) OCLC 497627264
  - Danses polonaises op. 58 OCLC 606171922
  - op 63 I Spanisches Ständchen OCLC 973628939 II Barcarolle OCLC 21832559
  - op. 65 I Menuett OCLC 1253988187II Scherzo OCLC 497627990
  - op. 67 I Im Zwielicht OCLC 1253813130 II Abendfrieden OCLC 810485970
  - op. 68 I Liebesliedchen (1894) OCLC 810485972
  - Mazurka Caprice op. 69 (1894) OCLC 174183874
  - op. 71 I Scherzino OCLC 810485977 III Spinnrädchen OCLC 810485980 IV Valse melancolique OCLC 19894125
  - Variationen über ein eigenes Thema C-Dur op. 83 (1913)

### Bearbeitungen fremder Werke
- Frédéric Chopin, Andante und Polonaise op. 22 (1902)
- Johann Nepomuk Hummel, 4. Klavierkonzert op. 89 (1902)

### Unterrichtswerke und Schriften
- Beiträge zur Fingerbildung op. 77, Leipzig 1903
- Studien im Oktavspiel op. 78, Leipzig 1904
- Methodik des Klavierspiels, Leipzig 1907
- Meisterschule des Klaviers, Leipzig
- Klänge aus meinem Leben: Erinnerungen eines Musikers, Leipzig 1922
- Handbücher der Musiklehre, Leipzig

## Autobiografie
- Xaver Scharwenka: Klänge aus meinem Leben. Erinnerungen eines Musikers. Leipzig, Koehler, 1922
  - Englischsprachige Ausgabe: Xaver Scharwenka, sounds from my life, reminiscences of a musician. Lanham, Md., Scarecrow Press, 2007. ISBN 0-8108-5669-7

## Dokumente
Briefe von Xaver Scharwenka befinden sich im Bestand des Leipziger Musikverlages C. F. Peters im Staatsarchiv Leipzig.
Briefe und Noten von Xaver Scharwenka befinden sich im Archiv der Scharwenka Stiftung (www.scharwenka-stiftung.de)